# هاري بوتر ومقدسات الموت
هاري بوتر ومقدسات الموت (بالإنجليزية: Harry Potter and the Deathly Hallows) الكتاب السابع والأخير من سلسلة هاري بوتر للمؤلفة البريطانية ج. ك. رولينج. صدر في ثلاثة وتسعين دولة ليلة 21 يوليو 2007، واحتوى على المغامرة الأخيرة والنهائية من مغامرات هاري بوتر.
سبق صدور الكتاب فترة عاصفة من التخمينات حول محتواه، ابتدأت مُنذ الإعلان عن عنوانه في 1 فبراير 2007. وأعلنت دار سكولاستيك ناشر هاري بوتر الأمريكي أنها طبعت اثنتي عشرة ملايين نسخة من الكتاب السابع الذي تفوقت مبيعاته مبيعات الإنجيل نتيجة للجدل الدائر حوله منذ فترة طويلة، وإقبال القراء على اقتنائه.
يتبع الكتاب في أحداثه وقائع الكتاب السادس هاري بوتر والأمير الهجين، وتمتد الوقائع التي يُغطيها حتى عام 2017. ونتيجة لغموض معنى عنوانه الأصلي The Deathly Hallows قدمت رولينغ عنواناً بديلاً ليستعين به المترجمون هو The Relics of Death، بعد أن اعترض مترجم النسخة السويدية، وهذا هو العنوان الذي تُرجمت منه العناوين الفرنسية والألمانية أيضاً.

## الحبكة

### خلفية
مروراً بالروايات الست السابقة في السلسة، عانت الشخصية الرئيسية بوتر من صعوبات المراهقة بالإضافة إلى صعوبات الشهرة، كونه الشخص الوحيد الذي نجا من لعنة القتل أفادا كادافرا. ولعلّ تعرّض بوتر للتعويذة في سن صغير جدًا كان أكثر الأمور إبهارا بالنسبة لمجتمع السحرة. أُلقيت التعويذة بواسطة توم ريدل الشرير، المعروف باسم اللورد فولدمورت، وهو ساحر شرير جبّار قتل والدَي هاري وحاول قتله وهو طفل بسبب اعتقاده أن مثل هذا الفعل كفيل بإحباط النبوءة القائلة إن هاري سيصبح نظيرًا له. لم يسمع اللورد فولدمورت النبوءة الكاملة، وبالتالي لم يعلم أن الهجوم على هاري بوتر سينقل القوة إليه. وُضع هاري تحت رعاية أقاربه من العامة (ليسوا سحرةً) بتونيا درسلي وهي خالته شقيقة والدته ليلي وفيرنون درسلي زوجها.
في هاري بوتر وحجر الفيلسوف، يدخل هاري عالم السحر في سن 11 عاماً ويلتحق بمدرسة هوغوورتس للسحر والشعوذة حيث يكوّن صداقات مع زملائه رون ويزلي وهيرميون غرينجر، مع وجود ألباس دمبلدور بصفته مديراً للمدرسة. يلتقي هاري البروفيسور سيفروس سنيب. كره سنيب هاري بشدة وتنمّر عليه. حارب هاري فولدمورت عدة مرات أثناء وجوده في المدرسة في سياق محاولة الأخير استعادة هيئة مادية. دخل هاري في كأس النار بصورة غامضة وهي مسابق سحرية خطيرة تسمى دورة السحرة الثلاثية، والتي يكتشف أنها فخّ صُمّم للسماح بعودة اللورد فولدمورت إلى القوة الكاملة. يواجه هاري مع العديد من أصدقائه في جماعة العنقاء أتباع فولدمورت من أكلة الموت، وهم مجموعة من السحرة والساحرات تستخدم السحر الأسود، ويتمكن هاري من إلحاق الهزيمة بهم بصعوبة. علم هاري في الأمير الهجين بقيام فولدمورت بتقسيم روحه إلى عدة أجزاء، وصنع «الهوركروكس» من أشياء مختلفة غير معروفة لاحتوائها. وبهذه الطريقة، يضمن فولدمورت خلوده طالما بقيت واحدة من الهوركروكس موجودةً على الأقل. دُمّرت بالفعل اثنتين من الهوركروكس: مذكرات توم ريدل دمّرها هاري في حجرة الأسرار وخاتم مارفولو جاونت دمّره دمبلدور قبل وقت قصير من أحداث الأمير الهجين. يذهب هاري مع دمبلدور في محاولة لتدمير الهوركروكس الثالث الموجود في قلادة سليذرين الموجودة في البحيرة السوداء، لكنهم يجدونها مفقودة فقد تمكن ساحر مجهول من الحصول عليها قبلهم. وعند عودتهم من البحيرة، ينصب داركو مالفوي كمينا لدمبلدور مجردا إياه من عصاه السحرية، لكنه لم يستطع قتل دمبلدور الذي قُتل لاحقًا على يد سنيب الذي بدوره أنهى ما بدأه مالفوي.

## القصة
الجزء السابع من سلسلة هاري بوتر الشهير للمؤلفة المبدعة جيه كيه رولينغ حيث يعد هذا الجزء أهم أجزاء هاري بوتر السبعة إذ أنه هو الجزء الأخير وفيه تبدأ أول مغامرات هاري وأصدقاءه رون ويزلي وهرمايني جرينجر خارج أسوار المدرسة بحثاً عن الهوركروكس أي أجزاء من روح فولدمورت التي انقسمت إلى سبعة أجزاء أحدهم هو هاري نفسه أما البقية فهم: خاتم مارفولو غاونت، مفكرة توم ريدل، قلادة سالازار سليذرين، كأس هيلغا هافلباف، ناجيني أفعى فولدمورت، وتاج روينا رافنكلو. ومن هنا تبدأ الحبكة الدرامية والمشاكل التي تصادف هاري وأصدقاءه وبعد فترة من الزمن يتركهم رون ويتجه إلى منزل أخيه نتيجة لتأثير الهوركروكس (قلادةسالازار سليذرين) تاركاً هاري وهيرمايني وحدهم. مع مرور الوقت يجد هاري وأصدقاءه جميع الهوركروكس ويتخلصون منهم عدا ثلاثة وهم تاج روينا رافنكلو والأفعي وهاري نفسه إذ أنه لم يدرك أنه أحد الهوركروكس فيتجه إلى مدرسته لأنه متأكد أن التاج هناك ومن هنا يبدأ الرعب وتهديدات فولدمورت في حين تساند كل المدرسة بما فيهم المعلمين هاري ما عدا منزل سليذرين. يبدأ القتال عندها يجد هاري التاج ويطلب من رون وهيرموني التخلص من الأفعى، لكن في النهاية نيفيل لونغبوتوم يقتل الافعى باستخدام سيف جودريك كريفندور، في حين هاري يدرك أنه الهوركروكس السابع فيقدم نفسه لفولدمورت فيقتله فولدمورت ظنا منه أنه قتله لكنه يقتل الهوركروكس السابع الذي كان بداخل هاري فيرسل والدة دراكو لتتأكد من موت هاري فتكذب عليه وتقول أنه ميت فيتجه للمدرسة ويأخذ هاري الذي ظن أنه ميت أملاً في ردع المقاتلين هناك فيستقيظ هاري ويهاجم فولدمورت.

## النهاية
زواج هاري بوتر من جيني ويزلي شقيقة رون ويزلي وإنجاب ثلاثة أولاد جيمس سيريوس، ألباس سيفروس وليلي لونا الذين سماهم على أسماء أعز أشخاص على قلبه والديه جيمس وليلي بوتر ومدير المدرسة الباس دمبلدور وسيفروس سنيب الذي ظل يحميه بالخفاء وفاء لحبه الأول ليلي بوتر أم هاري وأباه الروحي سيريوس بلاك أما الاسم الثاني لابنته ليلي لونا فهو وفاء لصديق والده ومعلمه ريموس لوبين الذي يكنى بموني نسبة إلى القمر حيث يحمل اسم لونا معنى القمر. وزواج رون ويزلي من هرمايني جرينجر الذين يصبحون الأب والأم الروحيين لابن هاري الأكبر جيمس وإنجابهم طفلين بنت وولد اسمهما روز وهيوجو.
أصبح (هاري بوتر) مطارداً في مكتب المطاردین بالوزارة..ثم أصبح بعدها رئیساً لهذا القسم... ما زال محتفظاً بدراجة (سیریوس بلاك) التي أصلحها له السید (ارثر ویزلي). (رون ویزلي) یعمل في متجر أخیه (جورج) (أل ویزلي للألعاب والخدع السحریة). وبعدها یلتحق ب(هاري) لیعمل معه في قسم المطاردین في الوزارة.وجدت (هرمایوني) والدیھا في أسترالیا وقامت بإلغاء تعویذة تعدیل الذاكرة التي وضعتها علیهم. عملت في البدایة بقسم التنظیم والسیطرة على المخلوقات السحریة التابع لوزارة السحر، حیث قامت بتحسین أوجه معیشة الجن المنزلي وغیرھم من المخلوقات بشكل كبیر، وبعدها انتقلت إلى قسم تنفیذ القانون السحري
حیث قامت بالمساعدة في إزالة القوانین الظالمة المؤیدة للدم النقي.
أصبح (كینجسلي شاكلبوبت) الوزیر الدائم للسحر.. یعمل تحت إمرته (بیرسي ویزلي) كموظف كبیر وأساسي بالوزارة، وبناء على التغییرات التي قام بتشكیلها (شاكلبولت).. لم یعد سجن (أزكابان) یستخدم (الدیمنتورات) بعد الآن، وبالتبعیة فقد أصبح العالم الآن أكثر إشراقاً بكثیر. كما قام كل من (هاري) و(رون) و(ھرمایوني) بأدوارھم في مساعدة تجدید الوزارة وقوانینها.
منزل (سلیذیرین) في مدرسة (ھوجورتس) أصبح منفتحاً أكثر على باقي المنازل، ولم یعد ذلك الحصن المقتصر على أنقیاء الدم بالرغم من بقاء سمعته المظلمة.
تعویذة النحس التي وضعها (فولدمورت) على وظیفة أستاذ الدفاع ضد السحر الأسود تم كسرها بموته

## بعض السحرة المقتولين في الجزء
- لورد فولدمورت
- سيفروس سنيب
- ريموس لوبين
- بيلاتريكس لسترانج
- نيمفادورا تونكس
- فريد ويزلي
- ألاستور مودي
- بيتر بيتيغرو
- فينست كراب
- انتونيون دولوهوف
- جيليرت غريندلوالد
- رابستان لسترانج
- تشارتي باريباج
- دوبي
- روفوس سكريمجور
- أغسطس روكوود
- لافندر براون
- كولن كريفي
- فنرير غريباك
- وبعض العامة

## روابط خارجية
- هاري بوتر ومقدسات الموت على موقع الموسوعة البريطانية (الإنجليزية)